# 김근영
김근영(2010년 9월 6일 ~ )은 대한민국의 뮤지컬 배우다.

## 방송
- 2021 DIMF 뮤지컬 스타 (2021) - Top24

## 공연
- 빌리 엘리어트 (2021)